# Acyrthosiphon sophorae
Acyrthosiphon sophorae är en insektsart. Acyrthosiphon sophorae ingår i släktet Acyrthosiphon och familjen långrörsbladlöss. Inga underarter finns listade i Catalogue of Life.